# Systasis punctativertex
Systasis punctativertex är en stekelart som beskrevs av Girault 1915. Systasis punctativertex ingår i släktet Systasis och familjen puppglanssteklar. Inga underarter finns listade i Catalogue of Life.